# Orlando Peçanha
Orlando Peçanha de Carvalho, dit Orlando Peçanha ou Orlando, est un footballeur brésilien né le 20 septembre 1935 à Niterói et mort le 10 février 2010 à Rio de Janeiro. Il jouait au poste de défenseur.

## Carrière en club
- 1953-1960 :  CR Vasco da Gama
- 1961-1965 :  CA Boca Juniors
- 1965-1969 :  Santos FC
- 1970 :  CR Vasco da Gama

## Carrière internationale
Il a remporté la Coupe du monde 1958 avec l'équipe du Brésil. Il a aussi joué la Coupe du monde 1966.
Il a été sélectionné 30 fois en équipe nationale.

## Palmarès
- Champion du monde : 1958 avec le  Brésil
- Champion de Rio : 1956, 1958 et 1970 avec le Vasco da Gama
- Champion de São Paulo : 1965, 1967, 1968 et 1969 avec le Santos FC
- Champion d'Argentine : 1962 et 1964 avec Boca Juniors
- Vainqueur de la Coupe du Brésil : 1965 avec le Santos FC
- Vainqueur du Tournoi Rio - São Paulo : 1958 avec le Vasco da Gama